# Первореченское сельское поселение
Первореченское сельское поселение — муниципальное образование в Динском районе Краснодарского края России.
В рамках административно-территориального устройства Краснодарского края ему соответствует Первореченский сельский округ.
Административный центр и единственный населённый пункт — село Первореченское.
Площадь поселения — 49,03 км².

## Население
| 2010  | 2012  | 2013  | 2014  | 2015  | 2016  | 2017  |
| ----- | ----- | ----- | ----- | ----- | ----- | ----- |
| 2676  | ↗2736 | ↗2772 | ↗2866 | ↗2955 | ↗3009 | ↗3067 |
| 2018  | 2019  | 2020  | 2021  | 2023  |       |       |
| ↗3131 | ↗3175 | ↗3211 | ↗3528 | ↘3475 |       |       |